# Diphasium scariosum
Diphasium es un género monotípico de helechos perteneciente a la familia Lycopodiaceae. Su única especie: Diphasium scariosum, es originaria de Australia.

## Descripción
L.scariosum tiene tallos que se encuentran en el suelo, son multi ramificados y puede alcanzar un tamaño de hasta 2 metros de largo. Las hojas son planas y pueden medir hasta 4 milímetros de largo.

## Taxonomía
Diphasium scariosum fue descrita por (Forst.) Rothm. y publicado en Feddes Repertorium Specierum Novarum Regni Vegetabilis 54: 65. 1944.
Sinonimia
- Lycopodium scariosum Forst. basónimo